# Hieracium echioides
Espèce
Classification phylogénétique
Synonymes
- Pilosella echioides (Lumn.) F.W.Schultz & Sch.Bip., 1862 [1]

Hieracium echioides, de nom commun épervière à feuilles de Buglosse, est une espèce de plante à fleurs de la famille des Asteraceae et du genre Hieracium.

## Description
Hieracium échioïdes est une plante herbacée vivace qui atteint des hauteurs de 25 à 100 cm. Elle forme de courts rhizomes. Les tiges dressées sont ramifiées dans la partie supérieure et se tiennent ensemble individuellement ou en petit nombre en grappes. Elles sont densément couverts de longs poils bruns à la base. Les poils sont plus clairsemés dans la partie supérieure de la tige et sont remplacés par les nombreux poils en forme d'étoile. Sous les capitules, les tiges sont densément poilues, blanches et duveteuses.
À la base de la tige, il y a plusieurs feuilles basales qui tombent avant la période de floraison, tandis qu'il y a plusieurs feuilles à pétiole court sur la tige inférieure et plusieurs feuilles sans tige sur la partie supérieure de la tige. Avec une longueur de 4 à 16 cm et une largeur de 0,5 à 2 cm, le limbe de la feuille est lancéolé ou linéaire-lancéolé à approximativement elliptique-lancéolé avec une base du limbe effilée et une extrémité pointue à émoussée. Le dessous et le dessus de la feuille sont densément couverts de poils rugueux et en forme d'étoile.
Au moins au Xinjiang, la période de floraison et la maturité des fruits s'étendent de juin à septembre. L'inflorescence totale en forme de parapluie ne contient que quelques à plusieurs inflorescences partielles en forme de coupe. L'involucre ovale à hémisphérique d'un diamètre de 6 à 9 mm contient trois rangées de bractées gris brunâtre avec un duvet dense sur la face inférieure. Les bractées externes sont ovales-lancéolées avec une longueur de 3 à 5 mm, tandis que les bractées internes sont elliptiques-lancéolées. Les capitules contiennent plusieurs rayons jaunes.
Les akènes bruns sont plutôt cylindriques avec une longueur d'environ 22 mm et 10 de côté. Le pappus se compose de plusieurs poils blancs sales de 5 mm de long.
Le nombre de chromosomes de base est x = 9 ; Il existe différents degrés de ploïdie (diploïdie, triploïdie et tétraploïdie) et des nombres de chromosomes de 2n = 18, 27 ou 36 ont été déterminés.

## Répartition
L'aire de répartition naturelle de Hieracium echioides couvre une grande partie de l'Eurasie. Elle s'étend principalement de l'Europe centrale, orientale et du sud-est à travers certaines parties du Moyen-Orient et du Kazakhstan jusqu'à la région du Xinjiang, en Chine.
Elle prospère au Xinjiang dans les steppes sèches et les vallées à des altitudes allant jusqu'à 2 000 m.

## Écologie
Elle est une plante hôte de la chenille d’Aphis mohelnensis (sv), Aphis pilosellae (sv), Atrococcus cracens (sv), Aulacidea pilosellae (sv), Crombrugghia tristis et Macrolabis pilosellae (sv).